# Pitcairnia dendroidea
Pitcairnia dendroidea är en gräsväxtart som beskrevs av Éduard-François André. Pitcairnia dendroidea ingår i släktet Pitcairnia och familjen Bromeliaceae. Inga underarter finns listade i Catalogue of Life.